# 진안구 (푸저우시)

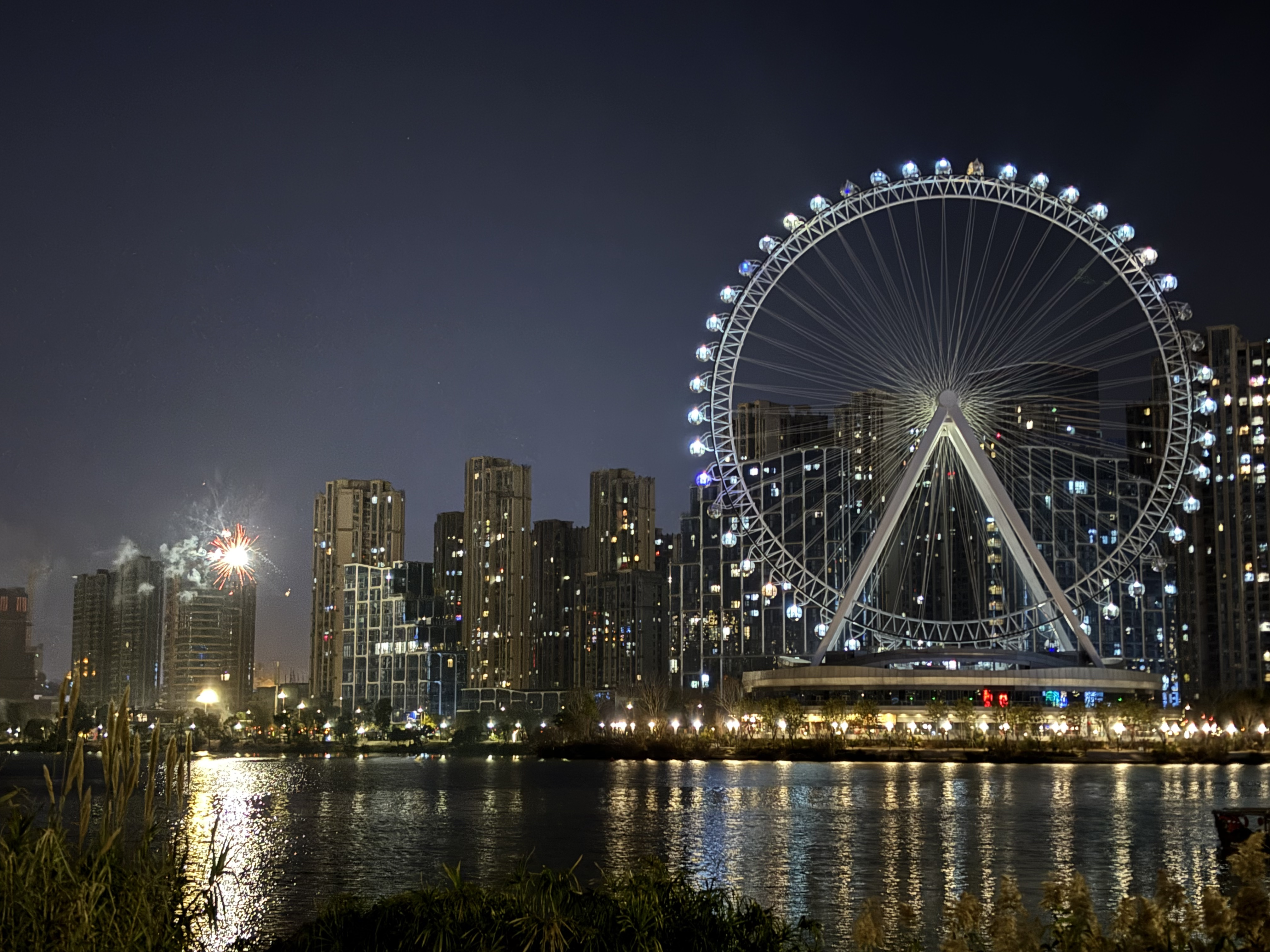

진안구(한국어: 진안구, 중국어 간체자: 晋安区, 정체자: 晉安區, 병음: Jìn'ān Qū)는 중화인민공화국 푸젠성 푸저우시의 구급 행정구역이다. 넓이는 551.69km2이고, 인구는 2007년 기준으로 약 87.7만명이다.

## 행정 구역
3개 가도, 4개 진, 2개 향을 관할한다.
- 가도: 다원 가도(茶園街道), 왕장 가도(王莊街道), 상원 가도(象園街道).
- 진: 악봉진(岳峰鎭), 고산진(鼓山鎭), 신점진(新店鎭), 환계진(宦溪鎭).
- 향: 수산향(壽山鄕), 일계향(日溪鄕).